# Климко Григорій Никифорович

Климко Григорій Никифорович

Григорій Никифорович Климко (нар. 14 жовтня 1934, Краснодар) — український вчений-економіст, міжнародник. Доктор економічних наук, професор. Академік АН ВШ України з 1994 р.

## Біографія
Народився 14 жовтня 1934 року у м. Краснодарі в сім'ї науковців. З 1936 року мешкає у м. Києві, де закінчив з золотою медаллю школу № 92 (1951 р.) і з відзнакою міжнародний факультет Київського державного університету імені Тараса Шевченка (1956 р.) і був прийнятий на роботу в Інститут Сходознавства АН СРСР (м. Москва), де закінчив аспірантуру і захистив кандидатську дисертацію (1963 р.) за спеціальністю: «Світова економіка». У 1958—1959 та 1961—1962 роках працював за кордоном у складі групи АН СРСР. У 1964 році був направлений на роботу в КІНУ, де працював доцентом до 1970 року, у тому числі в 1967—1969 роках перебував в докторантурі з прикріпленням до Інституту світової економіки і міжнародних відносин АН СРСР. Докторську дисертацію захистив за спеціальністю політекономія — світова економіка. У 1970 році був запрошений до КДУ і зарахований на економічний факультет, у 1980—1983 роках завідував кафедрою світового господарства і міжнародних відносин інституту міжнародних відносин, нині викладає на відділені післядипломної освіти в інституті міжнародних відносин Київського державного університету імені Тараса Шевченка. У 1965—1992 роках працював за сумісництвом в Інституті підвищення кваліфікації викладачів суспільних наук при Київського державного університету імені Тараса Шевченка до його реорганізації, а з 1993 року викладає в Європейському університеті.

## Наукова діяльність
Основні напрями наукових досліджень: теоретико-методологічні проблеми економічної теорії, світове господарство і міжнародні економічні відносини. Вперше сформував і розкрив комплекс закономірностей соціально-економічного прогресу країн, що визволилися, і запропонував новітню структуру викладу політекономічного аспекту економічної теорії відповідно до умов України.
Підготував 56 кандидатів і докторів наук, систематично очолює розробки наукових тем, наукові студентські гуртки. Започаткував і створив в Україні наукову школу з проблем світової економіки у сфері країн, що розвиваються.

## Наукові праці
Автор понад 500 друкованих наукових праць, серед яких 15 монографій, 21 підручник і посібник, 19 брошур, в тому числі публікації за кордоном.

## Звання і нагороди
Має нагороди і почесні грамоти:
- медаль «У пам'ять 1500-річчя Києва» (1982);
- почесний знак «За відмінні успіхи в галузі вищої освіти СРСР» (1984);
- почесна грамота Міністра вищої освіти СРСР (1985);
- почесна грамота Комітету захисту миру СРСР (1986);
- почесні грамоти і дипломи МО України за керівництво студентськими науковими роботами-переможцями конкурсів;
- звання «Заслужений працівник освіти України» (2002);
- Почесний знак «За розбудову освіти» (2003);
- Почесна грамота за особливо видатні заслуги перед КНУ імені Тараса Шевченка (2006);
- диплом лауреата Нагороди Ярослава Мудрого АН ВШ України (2007);
- Грамота за перемогу у номінації «Майбутнє економіки України» (2009).